# Voh (Neukaledonien)
Voh ist eine Gemeinde in der Nordprovinz des französischen Überseegebiets Neukaledonien im Pazifischen Ozean. Sie liegt auf der Hauptinsel Grande Terre und umfasst ebenfalls die kleine Insel Ilot de Gatope vor der Küste der Hauptinsel.
Der Ort wurde 1892 von französischen Kolonisten gegründet, mit dem Ziel Kaffee anzubauen.
In Voh befindet sich eines der größten Nickelerzvorkommen Neukaledoniens. Die Lagerstätten erstrecken sich über Fläche von 20 km Länge und 5 km Breite. Sie enthalten rund 160 Millionen Tonnen des Erzes mit einem Gehalt von rund 2,5 %. 2014 wurde das Hüttenwerk der Koniambo-Nickelmine nach siebenjähriger Bauzeit von Präsident François Hollande eröffnet. Es befindet sich im Besitz der Nordprovinz (51 %) und des Schweizer Unternehmens Glencore (49 %). Mine und Hüttenwerk sind durch ein 11 km langes Förderband miteinander verbunden.
Das Wahrzeichen der Gemeinde ist die im Mangrovenwald an der Küste befindliche, natürlich entstandene Lichtung Herz von Voh (Cœur de Voh).

## Bevölkerung
| Bevölkerungsentwicklung in Voh | Bevölkerungsentwicklung in Voh | Bevölkerungsentwicklung in Voh | Bevölkerungsentwicklung in Voh | Bevölkerungsentwicklung in Voh | Bevölkerungsentwicklung in Voh | Bevölkerungsentwicklung in Voh | Bevölkerungsentwicklung in Voh | Bevölkerungsentwicklung in Voh | Bevölkerungsentwicklung in Voh | Bevölkerungsentwicklung in Voh | Bevölkerungsentwicklung in Voh |
| ------------------------------ | ------------------------------ | ------------------------------ | ------------------------------ | ------------------------------ | ------------------------------ | ------------------------------ | ------------------------------ | ------------------------------ | ------------------------------ | ------------------------------ | ------------------------------ |
| Jahr                           | 1956                           | 1963                           | 1969                           | 1976                           | 1983                           | 1989                           | 1996                           | 2004                           | 2009                           | 2014                           | 2019                           |
| Einwohner                      | 1328                           | 1475                           | 1424                           | 1656                           | 1586                           | 1686                           | 1942                           | 2240                           | 2408                           | 3160                           | 2856                           |